# Заврх при Боровници
Заврх при Боровници (словен. Zavrh pri Borovnici) је насељено место у општини Врхника, Средњесловенска регија, Словенија.

## Историја
До територијалне реорганизације у Словенији био је у саставу старе општине Врхника.

## Становништво
У попису становништва из 2011. године, Заврх при Боровници је имао 33 становника.
| Број становника према пописима | Број становника према пописима | Број становника према пописима |
| ------------------------------ | ------------------------------ | ------------------------------ |
| 1991                           | 2002                           | 2011                           |
| 31                             | 30                             | 33                             |

Напомена: До 1953. исказивано под именом Заврх. Године 2016 извршена је мала размена територија између насеља Хлевни Врх, Лавровец, Лазе, Логатец, Петковец, Прапротно Брдо, Ровте и Заплана (Логатец) и Јеринов Грич, Маринчев Грич, Мирке, Мизни Дол, Подлипа, Презид, Смречје, Стрмица, Трчков Грич, Врхника, Заплана и Заврх при Боровници (Врхника). Исте године извршена је мања размена територија између насеља Добец (Церкница, Приморско-нотрањска регија), Лазе (Логатец) и Заврх при Боровници (Врхника).